# Claude Martin (Biologe)

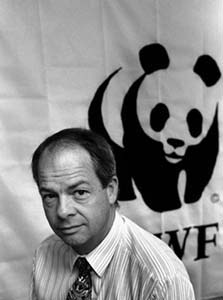
Erling Mandelmann: Claude Martin (o. J.)

Claude Martin (* 1945 in Zürich) ist ein Schweizer Biologe und Umweltschützer.

## Leben
Claude Martin kam nach seinem Biologiestudium an der Universität Zürich in den frühen 1970er-Jahren als Zoologe zum WWF und arbeitete in Feldprojekten in Zentralindien, um die Ökologie des bedrohten Zackenhirschs im Kanha-Nationalpark zu erforschen und Vorschläge zu deren Schutz zu entwickeln. Nach seiner Promotion 1975 darüber an der Universität Zürich 1975 arbeitete er bis 1978 als Betriebsleiter im Bia Nationalpark im westlichen Ghana. Dabei erforschte er Waldelefanten, tropischen Regenwald und Primaten.
1980 wurde er Geschäftsleiter des WWF Schweiz. Unter seiner Leitung entwickelte sich der Schweizer Zweig zu einer der führenden Umweltschutz-Organisationen im Land.
1990 trat Claude Martin beim WWF International seine Stelle als Direktor für Programme an. 1993 wurde er zum Generaldirektor des WWF International berufen.
Als Generaldirektor von WWF International wirkte Claude Martin zwölf Jahre lang hin auf eine zielgerichtete Umweltschutzpolitik und internationale Partnerschaften, wie z. B. die Allianz zum Schutz des Waldes zwischen WWF und Weltbank, dem Amazonas-Schutzzonen-Programm (Amazon Region Protected Areas Plan) und Partnerschaften mit Wirtschaft und Industrie.
Während seiner Amtszeit war der WWF an der Gründung des Weltforstrats Forest Stewardship Council (FSC) und des Marine Stewardship Council (MSC) beteiligt. Claude Martin vertrat den WWF in Beratungsgremien auf höchster Ebene und half beim Aufbau eines Freiwilligen-Netzwerks, bei dem junge Menschen praktische Erfahrung im Umweltschutz in einem der zahlreichen WWF-Feldprojekte sammeln können.
Von 1995 bis 2006 war er Mitglied des Rates der Volksrepublik China für internationale Zusammenarbeit zu Umwelt und Entwicklung (CCICED), einem Beratungsgremium der chinesischen Regierung.
2016 wurde Martin für seinen Einsatz für eine nachhaltige Forstwirtschaft mit dem Georg-Ludwig-Hartig-Preis ausgezeichnet.

## Werke
- Die Regenwälder Westafrikas. Ökologie, Bedrohung, Schutz, Claude Martin, Birkhäuser Verlag, Basel, Boston, Berlin 1989, ISBN 978-3-7643-1987-8
- One Lifeboat: China and The World’s Environment and Development, Arthur J. Hanson, Claude Martin, IISD – International Institute for Sustainable Development, Winnipeg 2006, ISBN 1-895536-96-0
- Endspiel: Wie wir das Schicksal der tropischen Regenwälder noch wenden können, Claude Martin, oekom, München 2015, ISBN 978-3-86581-708-2